# Биркения
Биркения (лат. Birkenia) — род вымерших бесчелюстных подкласса анаспид. Известен из отложений силурийского периода (лландоверийская — венлокская эпохи). Название — от реки Биркенхед-Берн (англ. Birkenhead Burn) в округе Саут-Ланаркшир, Шотландия, где были найдены ископаемые остатки.
Род описал Рамзи Тракуэр в 1898 году по окаменелостям из силурийских отложений Шотландии. Типовой вид — B. elegans, известный по шотландским находкам очень хорошей сохранности. Кроме того, к этому виду могут относиться фрагменты из Норвегии, Канады и России (Северная Земля). Из силура Шотландии известны остатки и другого, неописанного, вида. В 2001 году из силура Эстонии по фрагментарным остаткам был описан вид B. robusta.

## Описание
Длина биркении — до 10 сантиметров. Жаберных отверстий 8 пар. Тело веретенообразное, сжатое с боков, широкое в середине и сужающееся к концу. Чешуи удлинённые, расположены чёткими рядами, которые по бокам задней части спины наклонены вниз и назад, а не вниз и вперёд. Крупные чешуи идут вдоль верха тела, некоторые направлены вперёд, другие назад. Одна центральная чешуйка имеет два острия, направленных вперёд и назад.
Анальный плавник хорошо развит. Хвостовой плавник гипоцеркальный (из-за чего первые исследователи принимали их брюшную сторону за спинную). Глаза небольшие, между ними одно назогипофизарное отверстие.
Диагностические признаки рода — наличие на чешуях и покровных пластинках упорядоченной бугорчатой орнаментации; бугорки одинакового размера и равномерно расположены.
Вероятно, биркении плавали ближе к поверхности воды и питались планктоном.